# Salome Burckhardt-Schönauer

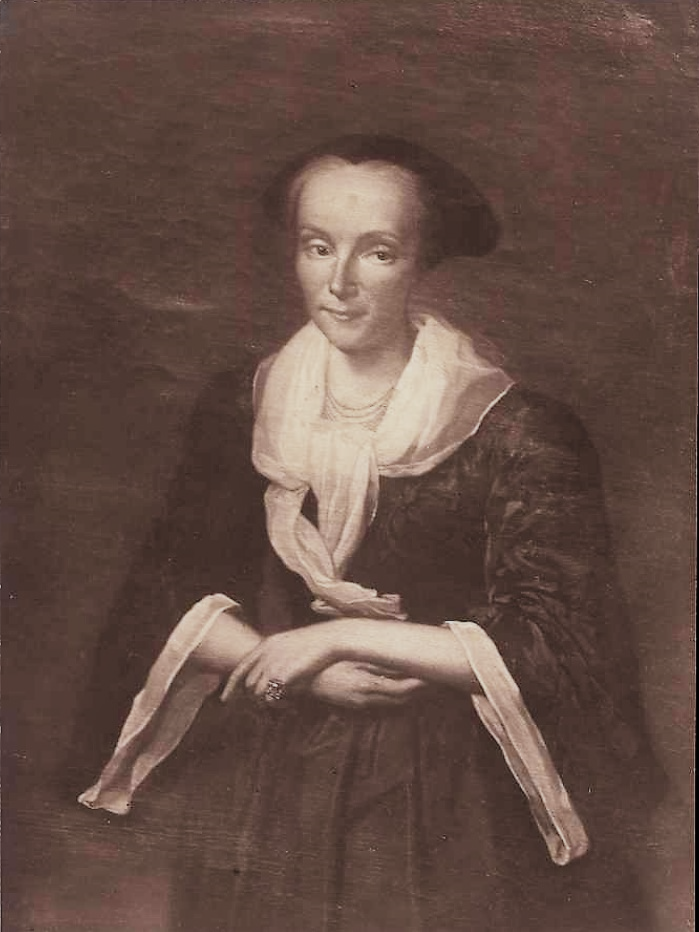
Salome Burckhardt-Schönauer

Salome Burckhardt-Schönauer (* 1640 in Basel; † 2. Juli 1691 ebenda) war in zweiter Ehe mit dem Dreizehnerherr und späteren Oberstzunftmeister Christoph Burckhardt verheiratet. Sie versuchte, mit Geschenken und Absprachen Wahlen und politische Entscheide zu beeinflussen. Anlässlich der Unruhen von 1691, dem sogenannten 1691er-Wesen, wurde sie zum Symbol des als «Weiberregiment» diffamierten alten Regimes und zu einer hohen Busse und vierjährigen Hausarrest verurteilt. Noch vor dem Ende der Unruhen starb sie, während ihr zwischenzeitlich abgesetzter Ehemann, der am meisten von ihren Umtrieben profitiert hatte, wieder in Ämter und Würden gesetzt wurde.